# Viktor Flessl
Viktor Flessl, avstrijski veslač, * 6. november 1898, † 18. december 1943.
Losert je v dvojnem dvojcu s partnerjem Leom Losertom za Avstrijo nastopil na Poletnih olimpijskih igrah 1928 v Amsterdamu. Čoln je tam osvojil bronasto medaljo. 